# Steen Thychosen
Steen Thychosen (* 22. září 1958, Vejle) je bývalý dánský fotbalista. Povětšinou nastupoval na postu útočníka. S dánskou reprezentací získal bronzovou medaili na mistrovství Evropy v roce 1984, byť na závěrečném turnaji do bojů nezasáhl. Za národní tým nastupoval v letech 1984–1986 a odehrál 2 utkání. Sedmkrát nastoupil za jednadvacítku, 33krát za devatenáctku a dvakrát za sedmnáctku. Na klubové úrovni hrál za Vejle BK (1976–1978, 1983–1985, 1987–1992), Borussii Mönchengladbach (1978–1981), RWDM Brussels (1981–1983) a Lausanne Sports (1985–1987). S Borussií vyhrál Pohár UEFA 1978–79. S Vejle se stal dvakrát mistrem Dánska (1978, 1984) a jednou získal dánský pohár (1976–77). V roce 1984 byl s 24 góly nejlepším střelcem dánské ligy. Titul krále ligových střelců získal i ve svém švýcarském angažmá v sezóně 1985–86, s 21 brankami. Po skončení hráčské kariéry se stal trenérem zaměřeným na atletický trénink.